# Nervio (arquitectura)

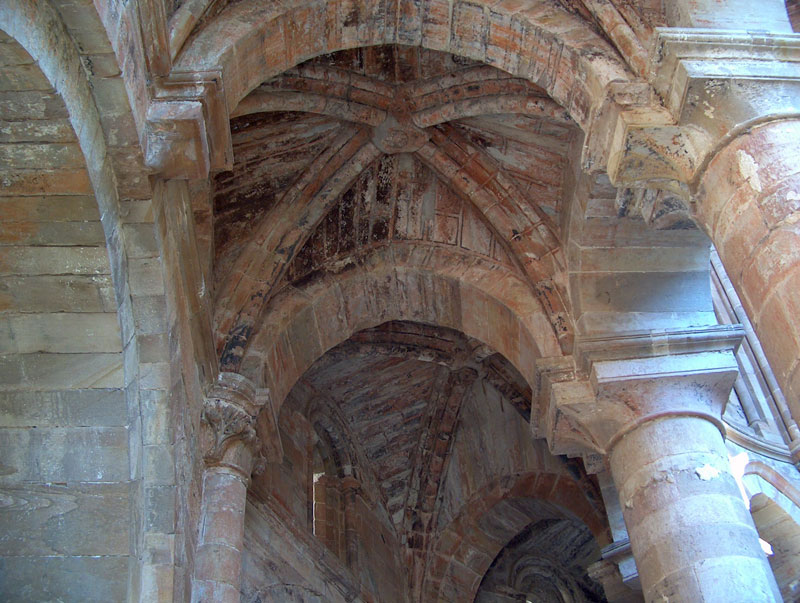
Nervadura de una bóveda de crucería del Monasterio de Moreruela, Zamora, España.

El nervio según la Academia de la Lengua Española es el "arco que, cruzándose con otro u otros, sirve para formar la bóveda de crucería" y añade que es un "elemento característico del estilo gótico". La nervadura es el conjunto de nervios de las bóvedas góticas.

## Descripción
Es un elemento constructivo formado por un segmento de arco saliente del intradós de una bóveda.
Se utilizó a partir del siglo XII al desarrollarse la bóveda nervada o de crucería.
Al utilizar estos nervios, se concentran los empujes en lugares puntuales de asiento, permitiendo apoyarse sobre columnas en lugar del propio muro. Esto resulta en la posibilidad de abrir grandes vanos en los muros, permitiendo una mayor ligereza y luminosidad en los edificios.